# Prinia gracilis
La prinia grácil (Prinia gracilis) es una especie de ave paseriforme de la familia Cisticolidae propia del sur de Asia y el noreste de África.

## Descripción

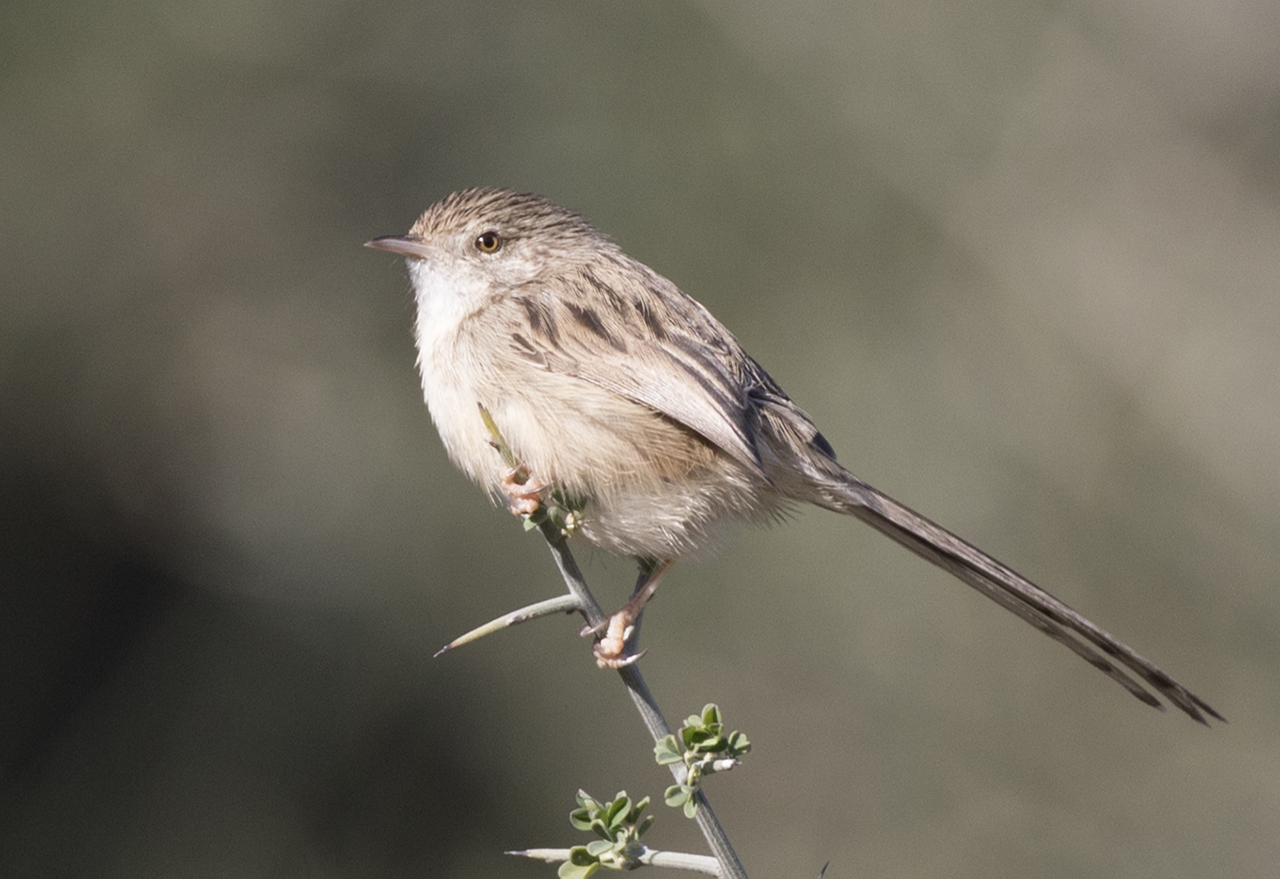
Ejemplar con plumaje reproductivo.

Es un pájaro pequeño que mide entre 10–11 cm, incluida su larga cola escalonada con las puntas blancas y negras. En cambio tiene alas cortas y redondeadas. En la época reproductiva los adultos tienen el plumaje de las partes superiores de color pardo grisáceo con estriado oscuro. Las partes inferiores son blanquecinas con flancos anteados. Su pico es corto y negro. Ambos sexos tienen un aspecto similar. 
En invierno los adultos tienen las partes superiores de tonos marrones arenosos más cálidos y con un estriado más ténue, la zona anteada de sus flancos es más extensa, y su pico es más claro.

## Distribución y hábitat

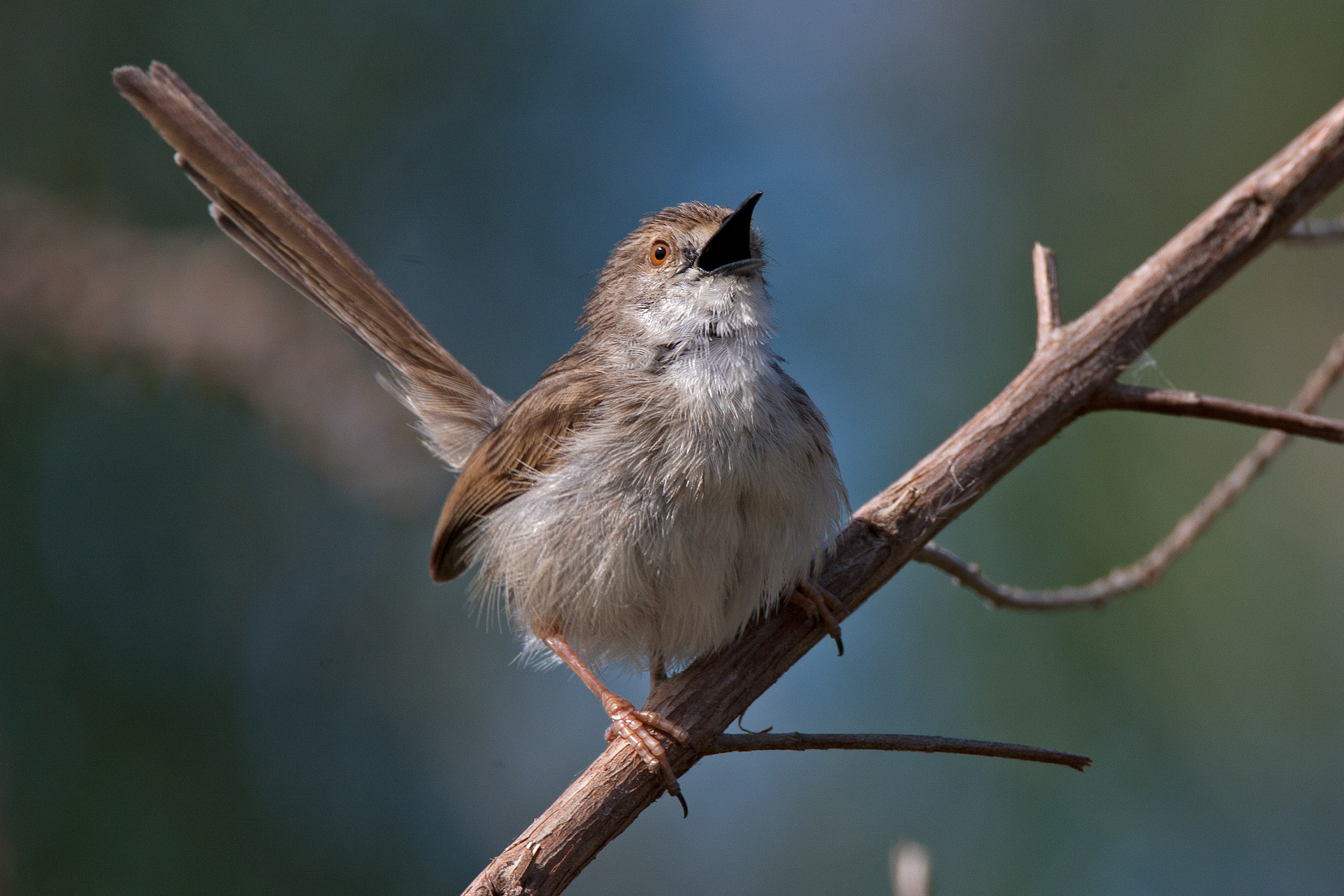
Macho cantando en Israel.

Es un pájaro sedentario que se extiende desde la cuenca del Nilo, el mar rojo y el Cuerno de África, principalmente por las regiones costeras de oriente medio y la mayor parte del norte del subcontinente indio, llegando hasta Bangladés.
Suele encontrarse entre los matorrales y herbazales altos de una gran variedad de hábitats con cubierta densa, como tarayes y arbustos similares.

## Comportamiento
Es un pájaro activo que suele mantener la cola alzada, y no realiza vuelos de larga distancia. Como las demás prinias es principalmente insectívora. Su llamada es un vibrante briip, y su canto consiste en ondulante zerlip.
Anidda entre los arbustos o las matas de hierba, donde pone entre 3-5 huevos.